# Hipercalciúria
La hipercalciúria és la presentació d'uns nivells elevats de calci en l'orina. La hipercalciúria crònica pot comportar un deteriorament de la funció renal, la nefrocalcinosi i la malaltia renal crònica. Els pacients amb hipercalciúria tenen ronyons que reben nivells més elevats de calci del normal. El calci pot provenir d'un dels dos camins: a través de l'intestí on els nivells de calci són superiors al normal i absorbits pel cos o dels ossos. Es pot realitzar una exploració de densitat òssia per determinar si s'obté calci dels ossos.
La hipercalciúria en pacients pot ser deguda a causes genètiques.

## Causes
- Trastorns que cursin amb hipercalcèmia: hiperparatiroïdisme, ingesta excessiva de vitamina D i/o sals de calci.
- Hipercalciúria idiopàtica, acidosi tubular renal i acidosi metabòlica.